# Romeo y Julieta
Romeo y Julieta é uma das mais antigas marcas de charutos cubanos, fundada em 1875 por Alvárey y García e continuada em 1903 por Rodríguez Fernandez. Hoje, os charutos são produzidos pela empresa estatal Cubatabaco e distribuídos mundialmente (menos Estados Unidos da América) pela sociedade filiada Habanos SA. Desde a estatização da indústria de tabaco em 1962 a marca é patrimônio do estado de Cuba.